# Evoluzione del collegio cardinalizio durante il pontificato di Leone XIII
Di seguito è riportata l'evoluzione del collegio cardinalizio durante il pontificato di Leone XIII (20 febbraio 1878 – 20 luglio 1903) e la successiva sede vacante (20 luglio 1903 – 4 agosto 1903).

## Evoluzione in sintesi
Dopo l'elezione del cardinale Vincenzo Gioacchino Pecci che prese il nome di Leone XIII, il collegio dei cardinali era costituito da 63 cardinali.

Leone XIII ha creato 147 cardinali in 27 concistori.

Durante il suo pontificato sono deceduti 146 cardinali.
| Data                                   | Avvenimento                                                   | Totale |
| -------------------------------------- | ------------------------------------------------------------- | ------ |
| 20 febbraio 1878                       | Elezione del cardinale Vincenzo Gioacchino Pecci (Leone XIII) | 63     |
| dal 27 febbraio 1878 al 22 giugno 1903 | Cardinali creati                                              | +147   |
| dal 27 febbraio 1878 al 22 giugno 1903 | Cardinali deceduti                                            | -146   |
| 20 luglio 1903                         | Morte di papa Leone XIII                                      | 64     |
| 4 agosto 1903                          | Elezione del cardinale Giuseppe Sarto (Pio X)                 | 63     |

## Composizione per paese d'origine
Fra il conclave del 1878 e il conclave del 1903, la composizione del collegio per paese d'origine dei cardinali è rimasta praticamente invariata: gli italiani rappresentavano oltre il 60% dei componenti con una presenza di non europei marginale.
| Paese                 | 1878 | 1903 |
| --------------------- | ---- | ---- |
| Guatemala             | 1    | 0    |
| Stati Uniti d'America | 1    | 1    |
| Totale America        | 2    | 1    |
| Austria-Ungheria      | 5    | 5    |
| Belgio                | 1    | 1    |
| Francia               | 7    | 7    |
| Germania              | 1    | 3    |
| Russia                | 1    | 0    |
| Italia                | 40   | 39   |
| Regno del Portogallo  | 1    | 1    |
| Regno Unito           | 3    | 2    |
| Spagna                | 3    | 5    |
| Totale Europa         | 62   | 63   |
| Totale                | 64   | 64   |

## Composizione per concistoro
La lunga durata dei pontificati di Pio IX e di Leone XIII ha avuto come conseguenza che, nei conclavi successivi alla loro morte, i cardinali creati dal precedente pontefice erano appena 4 nel 1878 e addirittura solo 1 nel 1903.
| Concistoro             | 1878 | 1903 |
| ---------------------- | ---- | ---- |
| Maggio 1837            | 1    |      |
| Gennaio 1842           | 1    |      |
| Gennaio 1844           | 1    |      |
| Luglio 1844            | 1    |      |
| Creati da Gregorio XVI | 4    | 0    |
| Marzo 1852             | 2    |      |
| Marzo 1853             | 1    |      |
| Dicembre 1853          | 2    |      |
| Marzo 1858             | 2    |      |
| Settembre 1861         | 2    |      |
| Marzo 1863             | 3    |      |
| Dicembre 1863          | 1    |      |
| Giugno 1866            | 4    |      |
| Marzo 1868             | 6    |      |
| Dicembre 1873          | 8    | 1    |
| Marzo 1875             | 10   |      |
| Settembre 1875         | 1    |      |
| Aprile 1876            | 2    |      |
| Marzo 1877             | 11   |      |
| Giugno 1877            | 3    |      |
| Dicembre 1877          | 2    |      |
| Creati da Pio IX       | 60   | 1    |
| Marzo 1884             |      | 1    |
| Novembre 1884          |      | 1    |
| Luglio 1885            |      | 2    |
| Giugno 1886            |      | 2    |
| Marzo 1887             |      | 2    |
| Febbraio 1889          |      | 1    |
| Maggio 1889            |      | 2    |
| Dicembre 1889          |      | 1    |
| Giugno 1891            |      | 1    |
| Gennaio 1893           |      | 7    |
| Giugno 1893            |      | 2    |
| Maggio 1894            |      | 4    |
| Novembre 1895          |      | 4    |
| Giugno 1896            |      | 3    |
| Novembre 1896          |      | 2    |
| Aprile 1897            |      | 3    |
| Giugno 1899            |      | 10   |
| Aprile 1901            |      | 8    |
| Giugno 1903            |      | 7    |
| Creati da Leone XIII   |      | 63   |
| Totale                 | 64   | 64   |

## Elenco degli avvenimenti
| Data              | Avvenimento                                                                       | Paese                 | Cardinali |
| ----------------- | --------------------------------------------------------------------------------- | --------------------- | --------- |
| 20 febbraio 1878  | Elezione papale del cardinale Vincenzo Gioacchino Pecci con il nome di Leone XIII | Città del Vaticano    | 63        |
| 27 febbraio 1878  | Morte del cardinale Godefroy Brossais-Saint-Marc                                  | Francia               | 62        |
| 30 marzo 1878     | Morte del cardinale Luigi Amat di San Filippo e Sorso                             | Italia                | 61        |
| 6 maggio 1878     | Morte del cardinale Giuseppe Berardi                                              | Italia                | 60        |
| 31 luglio 1878    | Morte del cardinale Alessandro Franchi                                            | Italia                | 59        |
| 24 ottobre 1878   | Morte del cardinale Paul Cullen                                                   | Regno Unito           | 58        |
| 22 dicembre 1878  | Morte del cardinale Fabio Maria Asquini                                           | Italia                | 57        |
| 29 gennaio 1879   | Morte del cardinale Antonio Benedetto Antonucci                                   | Italia                | 56        |
| 27 febbraio 1879  | Morte del cardinale Filippo Maria Guidi                                           | Italia                | 55        |
| 26 aprile 1879    | Morte del cardinale Carlo Luigi Morichini                                         | Italia                | 54        |
| 12 maggio 1879    | Concistoro per la creazione di 10 cardinali:                                      | Città del Vaticano    | 64        |
| 12 maggio 1879    | Friedrich von Fürstenberg                                                         | Austria-Ungheria      | 64        |
| 12 maggio 1879    | Florian-Jules-Félix Desprez                                                       | Francia               | 64        |
| 12 maggio 1879    | Lajos Haynald                                                                     | Austria-Ungheria      | 64        |
| 12 maggio 1879    | Louis-Edouard-François-Desiré Pie                                                 | Francia               | 64        |
| 12 maggio 1879    | Américo Ferreira dos Santos Silva                                                 | Regno del Portogallo  | 64        |
| 12 maggio 1879    | Gaetano Alimonda                                                                  | Italia                | 64        |
| 12 maggio 1879    | Giuseppe Pecci                                                                    | Italia                | 64        |
| 12 maggio 1879    | John Henry Newman                                                                 | Regno Unito           | 64        |
| 12 maggio 1879    | Joseph Hergenröther                                                               | Germania              | 64        |
| 12 maggio 1879    | Tommaso Maria Zigliara                                                            | Francia               | 64        |
| 17 giugno 1879    | Morte del cardinale Domenico Carafa della Spina di Traetto                        | Italia                | 63        |
| 19 settembre 1879 | Concistoro per la creazione di 4 cardinali:                                       | Città del Vaticano    | 67        |
| 19 settembre 1879 | Pier Francesco Meglia                                                             | Italia                | 67        |
| 19 settembre 1879 | Giacomo Cattani                                                                   | Italia                | 67        |
| 19 settembre 1879 | Ludovico Jacobini                                                                 | Italia                | 67        |
| 19 settembre 1879 | Domenico Sanguigni                                                                | Italia                | 67        |
| 17 maggio 1880    | Morte del cardinale Louis-Edouard-François-Desiré Pie                             | Francia               | 66        |
| 3 luglio 1880     | Morte del cardinale Francesco Saverio Apuzzo                                      | Italia                | 65        |
| 14 ottobre 1880   | Morte del cardinale Bartolomeo Pacca il Giovane                                   | Italia                | 64        |
| 13 dicembre 1880  | Concistoro per la creazione di 1 cardinale e di 3 in pectore:                     | Città del Vaticano    | 65        |
| 13 dicembre 1880  | Andon Bedros IX Hassoun                                                           | Impero ottomano       | 65        |
| 3 gennaio 1881    | Morte del cardinale René-François Régnier                                         | Francia               | 64        |
| 27 gennaio 1881   | Morte del cardinale Johann Baptist Rudolf Kutschker                               | Austria-Ungheria      | 63        |
| 28 aprile 1881    | Morte del cardinale Manuel García Gil                                             | Spagna                | 62        |
| 6 ottobre 1881    | Morte del cardinale Vincenzo Moretti                                              | Italia                | 61        |
| 28 ottobre 1881   | Morte del cardinale Prospero Caterini                                             | Italia                | 60        |
| 5 novembre 1881   | Morte del cardinale Pietro Gianelli                                               | Italia                | 59        |
| 30 novembre 1881  | Morte del cardinale Edoardo Borromeo                                              | Italia                | 58        |
| 27 marzo 1882     | Concistoro per la creazione di 5 cardinali e pubblicazione di 2 in pectore:       | Città del Vaticano    | 65        |
| 27 marzo 1882     | Francesco Ricci Paracciani                                                        | Italia                | 65        |
| 27 marzo 1882     | Pietro Lasagni                                                                    | Italia                | 65        |
| 27 marzo 1882     | Domenico Agostini                                                                 | Italia                | 65        |
| 27 marzo 1882     | Charles-Martial-Allemand Lavigerie                                                | Francia               | 65        |
| 27 marzo 1882     | Joaquín Lluch y Garriga                                                           | Spagna                | 65        |
| 27 marzo 1882     | Edward MacCabe                                                                    | Regno Unito           | 65        |
| 27 marzo 1882     | Angelo Maria Jacobini                                                             | Italia                | 65        |
| 24 settembre 1882 | Morte del cardinale Joaquín Lluch y Garriga                                       | Spagna                | 64        |
| 25 settembre 1882 | Concistoro per la creazione di 2 cardinali:                                       | Città del Vaticano    | 66        |
| 25 settembre 1882 | Angelo Bianchi                                                                    | Italia                | 66        |
| 25 settembre 1882 | Włodzimierz Czacki                                                                | Russia                | 66        |
| 20 novembre 1882  | Morte del cardinale Domenico Sanguigni                                            | Italia                | 65        |
| 22 dicembre 1882  | Morte del cardinale François-Auguste-Ferdinand Donnet                             | Francia               | 64        |
| 24 febbraio 1883  | Morte del cardinale Inácio do Nascimento Morais Cardoso                           | Spagna                | 63        |
| 31 marzo 1883     | Morte del cardinale Pier Francesco Meglia                                         | Italia                | 62        |
| 21 aprile 1883    | Morte del cardinale Ruggero Luigi Emidio Antici Mattei                            | Italia                | 61        |
| 29 settembre 1883 | Morte del cardinale Victor-Auguste-Isidore Dechamps                               | Paesi Bassi           | 60        |
| 29 ottobre 1883   | Morte del cardinale Henri-Marie-Gaston Boisnormand de Bonnechose                  | Francia               | 59        |
| 28 dicembre 1883  | Morte del cardinale Antonio Saverio De Luca                                       | Francia               | 58        |
| 30 gennaio 1884   | Morte del cardinale Luigi Maria Bilio                                             | Italia                | 57        |
| 28 febbraio 1884  | Morte del cardinale Andon Bedros IX Hassoun                                       | Impero ottomano       | 56        |
| 6 marzo 1884      | Morte del cardinale Camillo Di Pietro                                             | Italia                | 55        |
| 24 marzo 1884     | Concistoro per la creazione di 2 cardinali:                                       | Città del Vaticano    | 57        |
| 24 marzo 1884     | José Sebastião d'Almeida Neto                                                     | Regno del Portogallo  | 57        |
| 24 marzo 1884     | Guglielmo Sanfelice d'Acquavella                                                  | Italia                | 57        |
| 1º maggio 1884    | Morte del cardinale Enea Sbarretti                                                | Italia                | 56        |
| 22 giugno 1884    | Morte del cardinale Frédéric de Falloux du Coudray                                | Francia               | 55        |
| 28 agosto 1884    | Morte del cardinale Juan de la Cruz Ignacio Moreno y Maisanove                    | Guatemala             | 54        |
| 20 ottobre 1884   | Morte del cardinale Bartolomeo d'Avanzo                                           | Italia                | 53        |
| 10 novembre 1884  | Concistoro per la creazione di 8 cardinali e pubblicazione di 1 in pectore:       | Città del Vaticano    | 62        |
| 10 novembre 1884  | Carlo Laurenzi                                                                    | Italia                | 62        |
| 10 novembre 1884  | Michelangelo Celesia                                                              | Italia                | 62        |
| 10 novembre 1884  | Antolín Monescillo y Viso                                                         | Spagna                | 62        |
| 10 novembre 1884  | Guglielmo Massaia                                                                 | Italia                | 62        |
| 10 novembre 1884  | Cölestin Josef Ganglbauer                                                         | Austria-Ungheria      | 62        |
| 10 novembre 1884  | Zeferino González y Díaz Tuñón                                                    | Spagna                | 62        |
| 10 novembre 1884  | Carmine Gori-Merosi                                                               | Italia                | 62        |
| 10 novembre 1884  | Ignazio Masotti                                                                   | Italia                | 62        |
| 10 novembre 1884  | Isidoro Verga                                                                     | Italia                | 62        |
| 20 dicembre 1884  | Morte del cardinale Domenico Consolini                                            | Italia                | 61        |
| 11 febbraio 1885  | Morte del cardinale Edward MacCabe                                                | Regno Unito           | 60        |
| 15 febbraio 1885  | Morte del cardinale Flavio Chigi                                                  | Italia                | 59        |
| 27 marzo 1885     | Morte del cardinale Friedrich Johann Joseph Cölestin von Schwarzenberg            | Austria-Ungheria      | 58        |
| 19 aprile 1885    | Morte del cardinale Pietro Lasagni                                                | Italia                | 57        |
| 25 luglio 1885    | Morte del cardinale Lorenzo Nina                                                  | Italia                | 56        |
| 27 luglio 1885    | Concistoro per la creazione di 6 cardinali:                                       | Città del Vaticano    | 62        |
| 27 luglio 1885    | Paul Ludolf Melchers                                                              | Germania              | 62        |
| 27 luglio 1885    | Alfonso Capecelatro di Castelpagano                                               | Italia                | 62        |
| 27 luglio 1885    | Francesco Battaglini                                                              | Italia                | 62        |
| 27 luglio 1885    | Francis Patrick Moran                                                             | Regno Unito           | 62        |
| 27 luglio 1885    | Placido Maria Schiaffino                                                          | Italia                | 62        |
| 27 luglio 1885    | Carlo Cristofori                                                                  | Italia                | 62        |
| 10 ottobre 1885   | Morte del cardinale John McCloskey                                                | Stati Uniti d'America | 61        |
| 21 novembre 1885  | Morte del cardinale Antonio Maria Panebianco                                      | Italia                | 60        |
| 3 marzo 1886      | Morte del cardinale Angelo Maria Jacobini                                         | Italia                | 59        |
| 7 giugno 1886     | Concistoro per la creazione di 7 cardinali:                                       | Città del Vaticano    | 66        |
| 7 giugno 1886     | Victor-Félix Bernadou                                                             | Francia               | 66        |
| 7 giugno 1886     | Elzéar-Alexandre Taschereau                                                       | Canada                | 66        |
| 7 giugno 1886     | Benoît-Marie Langénieux                                                           | Francia               | 66        |
| 7 giugno 1886     | James Gibbons                                                                     | Stati Uniti d'America | 66        |
| 7 giugno 1886     | Charles-Philippe Place                                                            | Francia               | 66        |
| 7 giugno 1886     | Augusto Theodoli                                                                  | Italia                | 66        |
| 7 giugno 1886     | Camillo Mazzella                                                                  | Italia                | 66        |
| 8 luglio 1886     | Morte del cardinale Joseph Hippolyte Guibert                                      | Francia               | 65        |
| 15 settembre 1886 | Morte del cardinale Carmine Gori-Merosi                                           | Italia                | 64        |
| 11 dicembre 1886  | Morte del cardinale Johannes Baptiste Franzelin                                   | Austria-Ungheria      | 63        |
| 13 gennaio 1887   | Morte del cardinale Innocenzo Ferrieri                                            | Italia                | 62        |
| 24 gennaio 1887   | Morte del cardinale Louis-Marie-Joseph-Eusèbe Caverot                             | Francia               | 61        |
| 14 febbraio 1887  | Morte del cardinale Giacomo Cattani                                               | Italia                | 60        |
| 28 febbraio 1887  | Morte del cardinale Ludovico Jacobini                                             | Italia                | 59        |
| 14 marzo 1887     | Concistoro per la creazione di 5 cardinali:                                       | Città del Vaticano    | 64        |
| 14 marzo 1887     | Serafino Vannutelli                                                               | Italia                | 64        |
| 14 marzo 1887     | Gaetano Aloisi Masella                                                            | Italia                | 64        |
| 14 marzo 1887     | Luigi Giordani                                                                    | Italia                | 64        |
| 14 marzo 1887     | Camillo Siciliano di Rende                                                        | Italia                | 64        |
| 14 marzo 1887     | Mariano Rampolla del Tindaro                                                      | Italia                | 64        |
| 23 maggio 1887    | Concistoro per la creazione di 2 cardinali:                                       | Città del Vaticano    | 66        |
| 23 maggio 1887    | Luigi Pallotti                                                                    | Italia                | 66        |
| 23 maggio 1887    | Agostino Bausa                                                                    | Italia                | 66        |
| 2 ottobre 1887    | Morte del cardinale Domenico Bartolini                                            | Italia                | 65        |
| 2 novembre 1887   | Morte del cardinale Antonio Pellegrini                                            | Italia                | 64        |
| 20 dicembre 1887  | Morte del cardinale Lorenzo Ilarione Randi                                        | Italia                | 63        |
| 8 marzo 1888      | Morte del cardinale Włodzimierz Czacki                                            | Russia                | 62        |
| 30 marzo 1888     | Morte del cardinale Tommaso Maria Martinelli                                      | Italia                | 61        |
| 31 ottobre 1888   | Morte del cardinale Ignazio Masotti                                               | Italia                | 60        |
| 9 febbraio 1889   | Morte del cardinale Jean-Baptiste-François Pitra                                  | Francia               | 59        |
| 11 febbraio 1889  | Concistoro per la creazione di 3 cardinali:                                       | Città del Vaticano    | 62        |
| 11 febbraio 1889  | Giuseppe Benedetto Dusmet                                                         | Italia                | 62        |
| 11 febbraio 1889  | Giuseppe D'Annibale                                                               | Italia                | 62        |
| 11 febbraio 1889  | Luigi Macchi                                                                      | Italia                | 62        |
| 25 febbraio 1889  | Morte del cardinale Carlo Sacconi                                                 | Italia                | 61        |
| 24 maggio 1889    | Concistoro per la creazione di 7 cardinali:                                       | Città del Vaticano    | 68        |
| 24 maggio 1889    | François-Marie-Benjamin Richard                                                   | Francia               | 68        |
| 24 maggio 1889    | Joseph-Alfred Foulon                                                              | Francia               | 68        |
| 24 maggio 1889    | Aimé-Victor-François Guilbert                                                     | Francia               | 68        |
| 24 maggio 1889    | Pierre-Lambert Goossens                                                           | Belgio                | 68        |
| 24 maggio 1889    | Franziskus von Paula Schönborn                                                    | Austria-Ungheria      | 68        |
| 24 maggio 1889    | Achille Apolloni                                                                  | Italia                | 68        |
| 24 maggio 1889    | Gaetano de Ruggiero                                                               | Italia                | 68        |
| 6 agosto 1889     | Morte del cardinale Guglielmo Massaia                                             | Italia                | 67        |
| 16 agosto 1889    | Morte del cardinale Aimé-Victor-François Guilbert                                 | Francia               | 66        |
| 23 settembre 1889 | Morte del cardinale Placido Maria Schiaffino                                      | Italia                | 65        |
| 14 dicembre 1889  | Morte del cardinale Cölestin Josef Ganglbauer                                     | Austria-Ungheria      | 64        |
| 30 dicembre 1889  | Concistoro per la creazione di 1 cardinale in pectore:                            | Città del Vaticano    | 64        |
| 8 febbraio 1890   | Morte del cardinale Giuseppe Pecci                                                | Italia                | 63        |
| 23 giugno 1890    | Concistoro per la creazione di 3 cardinali e pubblicazione di 1 in pectore:       | Città del Vaticano    | 67        |
| 23 giugno 1890    | Vincenzo Vannutelli                                                               | Italia                | 67        |
| 23 giugno 1890    | Sebastiano Galeati                                                                | Italia                | 67        |
| 23 giugno 1890    | Gaspard Mermillod                                                                 | Svizzera              | 67        |
| 23 giugno 1890    | Albin Dunajewski                                                                  | Austria-Ungheria      | 67        |
| 31 luglio 1890    | Morte del cardinale Luigi Pallotti                                                | Italia                | 66        |
| 11 agosto 1890    | Morte del cardinale John Henry Newman                                             | Regno Unito           | 65        |
| 3 ottobre 1890    | Morte del cardinale Joseph Hergenröther                                           | Germania              | 64        |
| 23 gennaio 1891   | Morte del cardinale János Simor                                                   | Austria-Ungheria      | 63        |
| 30 gennaio 1891   | Morte del cardinale Carlo Cristofori                                              | Italia                | 62        |
| 19 febbraio 1891  | Morte del cardinale Josip Mihalović                                               | Austria-Ungheria      | 61        |
| 30 maggio 1891    | Morte del cardinale Gaetano Alimonda                                              | Italia                | 60        |
| 1º giugno 1891    | Concistoro per la creazione di 2 cardinali:                                       | Città del Vaticano    | 62        |
| 1º giugno 1891    | Luigi Rotelli                                                                     | Italia                | 62        |
| 1º giugno 1891    | Anton Josef Gruscha                                                               | Austria-Ungheria      | 62        |
| 4 luglio 1891     | Morte del cardinale Lajos Haynald                                                 | Austria-Ungheria      | 61        |
| 15 settembre 1891 | Morte del cardinale Luigi Rotelli                                                 | Italia                | 60        |
| 15 novembre 1891  | Morte del cardinale Victor-Félix Bernadou                                         | Francia               | 59        |
| 14 dicembre 1891  | Concistoro per la creazione di 2 cardinali:                                       | Città del Vaticano    | 61        |
| 14 dicembre 1891  | Fulco Luigi Ruffo-Scilla                                                          | Italia                | 61        |
| 14 dicembre 1891  | Luigi Sepiacci                                                                    | Italia                | 61        |
| 25 dicembre 1891  | Morte del cardinale Miguel Payá y Rico                                            | Spagna                | 60        |
| 31 dicembre 1891  | Morte del cardinale Domenico Agostini                                             | Italia                | 59        |
| 14 gennaio 1892   | Morte del cardinale Giovanni Simeoni                                              | Italia                | 58        |
| 14 gennaio 1892   | Morte del cardinale Henry Edward Manning                                          | Regno Unito           | 57        |
| 23 febbraio 1892  | Morte del cardinale Gaspard Mermillod                                             | Svizzera              | 56        |
| 26 giugno 1892    | Morte del cardinale Augusto Theodoli                                              | Italia                | 55        |
| 8 luglio 1892     | Morte del cardinale Francesco Battaglini                                          | Italia                | 54        |
| 17 luglio 1892    | Morte del cardinale Giuseppe D'Annibale                                           | Italia                | 53        |
| 20 agosto 1892    | Morte del cardinale Friedrich von Fürstenberg                                     | Austria-Ungheria      | 52        |
| 16 settembre 1892 | Morte del cardinale Edward Henry Howard                                           | Regno Unito           | 51        |
| 26 novembre 1892  | Morte del cardinale Charles-Martial-Allemand Lavigerie                            | Francia               | 50        |
| 16 gennaio 1893   | Concistoro per la creazione di 14 cardinali e di 2 in pectore:                    | Città del Vaticano    | 64        |
| 16 gennaio 1893   | Giuseppe Guarino                                                                  | Italia                | 64        |
| 16 gennaio 1893   | Mario Mocenni                                                                     | Italia                | 64        |
| 16 gennaio 1893   | Amilcare Malagola                                                                 | Italia                | 64        |
| 16 gennaio 1893   | Angelo Di Pietro                                                                  | Italia                | 64        |
| 16 gennaio 1893   | Benito Sanz y Forés                                                               | Spagna                | 64        |
| 16 gennaio 1893   | Guillaume-René Meignan                                                            | Francia               | 64        |
| 16 gennaio 1893   | Léon-Benoit-Charles Thomas                                                        | Francia               | 64        |
| 16 gennaio 1893   | Philipp Krementz                                                                  | Germania              | 64        |
| 16 gennaio 1893   | Ignazio Persico                                                                   | Italia                | 64        |
| 16 gennaio 1893   | Luigi Galimberti                                                                  | Italia                | 64        |
| 16 gennaio 1893   | Michael Logue                                                                     | Regno Unito           | 64        |
| 16 gennaio 1893   | Kolos Vaszary                                                                     | Austria-Ungheria      | 64        |
| 16 gennaio 1893   | Herbert Vaughan                                                                   | Regno Unito           | 64        |
| 16 gennaio 1893   | Georg von Kopp                                                                    | Germania              | 64        |
| 24 gennaio 1893   | Morte del cardinale Joseph-Alfred Foulon                                          | Francia               | 63        |
| 5 marzo 1893      | Morte del cardinale Charles-Philippe Place                                        | Francia               | 62        |
| 3 aprile 1893     | Morte del cardinale Achille Apolloni                                              | Italia                | 61        |
| 21 aprile 1893    | Morte del cardinale Luigi Giordani                                                | Italia                | 60        |
| 26 aprile 1893    | Morte del cardinale Luigi Sepiacci                                                | Italia                | 59        |
| 10 maggio 1893    | Morte del cardinale Tommaso Maria Zigliara                                        | Italia                | 58        |
| 12 giugno 1893    | Concistoro per la creazione di 5 cardinali:                                       | Città del Vaticano    | 63        |
| 12 giugno 1893    | Victor-Lucien-Sulpice Lécot                                                       | Francia               | 63        |
| 12 giugno 1893    | Giuseppe Maria Graniello                                                          | Italia                | 63        |
| 12 giugno 1893    | Joseph-Christian-Ernest Bourret                                                   | Francia               | 63        |
| 12 giugno 1893    | Lőrinc Schlauch                                                                   | Austria-Ungheria      | 63        |
| 12 giugno 1893    | Giuseppe Sarto (futuro papa Pio X)                                                | Italia                | 63        |
| 2 novembre 1893   | Morte del cardinale Carlo Laurenzi                                                | Italia                | 62        |
| 1º febbraio 1894  | Morte del cardinale Luigi Serafini                                                | Italia                | 61        |
| 9 marzo 1894      | Morte del cardinale Francesco Ricci Paracciani                                    | Italia                | 60        |
| 9 marzo 1894      | Morte del cardinale Léon-Benoit-Charles Thomas                                    | Francia               | 59        |
| 4 aprile 1894     | Morte del cardinale Giuseppe Benedetto Dusmet                                     | Italia                | 58        |
| 18 maggio 1894    | Concistoro per la creazione di 5 cardinali e pubblicazione di 1 in pectore:       | Città del Vaticano    | 64        |
| 18 maggio 1894    | Andreas Steinhuber                                                                | Italia                | 64        |
| 18 maggio 1894    | Egidio Mauri                                                                      | Italia                | 64        |
| 18 maggio 1894    | Ciriaco María Sancha y Hervás                                                     | Spagna                | 64        |
| 18 maggio 1894    | Domenico Svampa                                                                   | Italia                | 64        |
| 18 maggio 1894    | Andrea Carlo Ferrari                                                              | Italia                | 64        |
| 18 maggio 1894    | Francesco Segna                                                                   | Italia                | 64        |
| 18 giugno 1894    | Morte del cardinale Albin Dunajewski                                              | Austria-Ungheria      | 63        |
| 29 novembre 1894  | Morte del cardinale Zeferino González y Díaz Tuñón                                | Spagna                | 62        |
| 21 gennaio 1895   | Morte del cardinale Florian-Jules-Félix Desprez                                   | Francia               | 61        |
| 30 marzo 1895     | Morte del cardinale Francisco de Paula Benavides y Navarrete                      | Spagna                | 60        |
| 29 maggio 1895    | Morte del cardinale Fulco Luigi Ruffo-Scilla                                      | Italia                | 59        |
| 22 giugno 1895    | Morte del cardinale Amilcare Malagola                                             | Italia                | 58        |
| 1º novembre 1895  | Morte del cardinale Benito Sanz y Forés                                           | Spagna                | 57        |
| 19 novembre 1895  | Morte del cardinale Lucien-Louis-Joseph-Napoléon Bonaparte                        | Italia                | 56        |
| 29 novembre 1895  | Concistoro per la creazione di 8 cardinali e pubblicazione di 1 in pectore:       | Città del Vaticano    | 65        |
| 29 novembre 1895  | Adolphe-Louis-Albert Perraud                                                      | Francia               | 65        |
| 29 novembre 1895  | Sylwester Sembratowicz                                                            | Russia                | 65        |
| 29 novembre 1895  | Francesco Satolli                                                                 | Italia                | 65        |
| 29 novembre 1895  | Johann Evangelist Haller                                                          | Austria-Ungheria      | 65        |
| 29 novembre 1895  | Antonio María Cascajares y Azara                                                  | Spagna                | 65        |
| 29 novembre 1895  | Girolamo Maria Gotti                                                              | Italia                | 65        |
| 29 novembre 1895  | Jean-Pierre Boyer                                                                 | Francia               | 65        |
| 29 novembre 1895  | Achille Manara                                                                    | Italia                | 65        |
| 29 novembre 1895  | Salvador Casañas y Pagés                                                          | Spagna                | 65        |
| 7 dicembre 1895   | Morte del cardinale Ignazio Persico                                               | Italia                | 64        |
| 14 dicembre 1895  | Morte del cardinale Paul Ludolf Melchers                                          | Germania              | 63        |
| 8 gennaio 1896    | Morte del cardinale Giuseppe Maria Graniello                                      | Italia                | 62        |
| 20 gennaio 1896   | Morte del cardinale Guillaume-René Meignan                                        | Francia               | 61        |
| 12 marzo 1896     | Morte del cardinale Egidio Mauri                                                  | Italia                | 60        |
| 7 maggio 1896     | Morte del cardinale Luigi Galimberti                                              | Italia                | 59        |
| 22 giugno 1896    | Concistoro per la creazione di 4 cardinali:                                       | Città del Vaticano    | 63        |
| 22 giugno 1896    | Domenico Maria Jacobini                                                           | Italia                | 63        |
| 22 giugno 1896    | Antonio Agliardi                                                                  | Italia                | 63        |
| 22 giugno 1896    | Domenico Ferrata                                                                  | Italia                | 63        |
| 22 giugno 1896    | Serafino Cretoni                                                                  | Italia                | 63        |
| 10 luglio 1896    | Morte del cardinale Joseph-Christian-Ernest Bourret                               | Francia               | 62        |
| 14 luglio 1896    | Morte del cardinale Raffaele Monaco La Valletta                                   | Italia                | 61        |
| 9 ottobre 1896    | Morte del cardinale Gaetano de Ruggiero                                           | Italia                | 60        |
| 30 ottobre 1896   | Morte del cardinale Gustav Adolf von Hohenlohe-Schillingsfürst                    | Germania              | 59        |
| 30 novembre 1896  | Concistoro per la creazione di 2 cardinali:                                       | Città del Vaticano    | 61        |
| 30 novembre 1896  | Raffaele Pierotti                                                                 | Italia                | 61        |
| 30 novembre 1896  | Giuseppe Antonio Ermenegildo Prisco                                               | Italia                | 61        |
| 16 dicembre 1896  | Morte del cardinale Jean-Pierre Boyer                                             | Francia               | 60        |
| 3 gennaio 1897    | Morte del cardinale Guglielmo Sanfelice d'Acquavella                              | Italia                | 59        |
| 22 febbraio 1897  | Morte del cardinale Angelo Bianchi                                                | Italia                | 58        |
| 19 aprile 1897    | Concistoro per la creazione di 4 cardinali:                                       | Città del Vaticano    | 62        |
| 19 aprile 1897    | José María Martín de Herrera y de la Iglesia                                      | Spagna                | 62        |
| 19 aprile 1897    | Pierre-Hector Coullié                                                             | Francia               | 62        |
| 19 aprile 1897    | Guillaume-Marie-Joseph Labouré                                                    | Francia               | 62        |
| 19 aprile 1897    | Guillaume-Marie-Romain Sourrieu                                                   | Francia               | 62        |
| 16 maggio 1897    | Morte del cardinale Camillo Siciliano di Rende                                    | Italia                | 61        |
| 11 agosto 1897    | Morte del cardinale Antolín Monescillo y Viso                                     | Spagna                | 60        |
| 22 settembre 1897 | Morte del cardinale Giuseppe Guarino                                              | Italia                | 59        |
| 13 aprile 1898    | Morte del cardinale Elzéar-Alexandre Taschereau                                   | Canada                | 58        |
| 4 agosto 1898     | Morte del cardinale Sylwester Sembratowicz                                        | Russia                | 57        |
| 21 gennaio 1899   | Morte del cardinale Américo Ferreira dos Santos Silva                             | Regno del Portogallo  | 56        |
| 15 aprile 1899    | Morte del cardinale Agostino Bausa                                                | Italia                | 55        |
| 6 maggio 1899     | Morte del cardinale Philipp Krementz                                              | Germania              | 54        |
| 16 giugno 1899    | Morte del cardinale Guillaume-Marie-Romain Sourrieu                               | Francia               | 53        |
| 19 giugno 1899    | Concistoro per la creazione di 11 cardinali e di 2 in pectore:                    | Città del Vaticano    | 64        |
| 19 giugno 1899    | Giovanni Battista Casali del Drago                                                | Italia                | 64        |
| 19 giugno 1899    | Francesco di Paola Cassetta                                                       | Italia                | 64        |
| 19 giugno 1899    | Gennaro Portanova                                                                 | Italia                | 64        |
| 19 giugno 1899    | Giuseppe Francica-Nava de Bondifè                                                 | Italia                | 64        |
| 19 giugno 1899    | Agostino Ciasca                                                                   | Italia                | 64        |
| 19 giugno 1899    | François-Désiré Mathieu                                                           | Francia               | 64        |
| 19 giugno 1899    | Pietro Respighi                                                                   | Italia                | 64        |
| 19 giugno 1899    | Agostino Richelmy                                                                 | Italia                | 64        |
| 19 giugno 1899    | Jakob Missia                                                                      | Austria-Ungheria      | 64        |
| 19 giugno 1899    | Luigi Trombetta                                                                   | Italia                | 64        |
| 19 giugno 1899    | José de Calasanz Félix Santiago Vives y Tutó                                      | Spagna                | 64        |
| 24 giugno 1899    | Morte del cardinale Franziskus von Paula Schönborn                                | Austria-Ungheria      | 63        |
| 11 luglio 1899    | Morte del cardinale Teodolfo Mertel                                               | Italia                | 62        |
| 10 agosto 1899    | Morte del cardinale Isidoro Verga                                                 | Italia                | 61        |
| 17 gennaio 1900   | Morte del cardinale Luigi Trombetta                                               | Italia                | 60        |
| 1º febbraio 1900  | Morte del cardinale Domenico Maria Jacobini                                       | Italia                | 59        |
| 12 marzo 1900     | Morte del cardinale Luigi di Canossa                                              | Italia                | 58        |
| 26 marzo 1900     | Morte del cardinale Camillo Mazzella                                              | Italia                | 57        |
| 5 aprile 1900     | Morte del cardinale Johann Evangelist Haller                                      | Austria-Ungheria      | 56        |
| 25 gennaio 1901   | Morte del cardinale Sebastiano Galeati                                            | Italia                | 55        |
| 15 aprile 1901    | Concistoro per la creazione di 10 cardinali e pubblicazione di 2 in pectore:      | Città del Vaticano    | 67        |
| 15 aprile 1901    | Alessandro Sanminiatelli Zabarella                                                | Italia                | 67        |
| 15 aprile 1901    | Francesco Salesio Della Volpe                                                     | Italia                | 67        |
| 15 aprile 1901    | Donato Maria Dell'Olio                                                            | Italia                | 67        |
| 15 aprile 1901    | Sebastiano Martinelli                                                             | Italia                | 67        |
| 15 aprile 1901    | Casimiro Gennari                                                                  | Italia                | 67        |
| 15 aprile 1901    | Lev Skrbenský Hříště                                                              | Austria-Ungheria      | 67        |
| 15 aprile 1901    | Giulio Boschi                                                                     | Italia                | 67        |
| 15 aprile 1901    | Agostino Gaetano Riboldi                                                          | Italia                | 67        |
| 15 aprile 1901    | Jan Maurycy Paweł Puzyna de Kosielsko                                             | Austria-Ungheria      | 67        |
| 15 aprile 1901    | Bartolomeo Bacilieri                                                              | Italia                | 67        |
| 15 aprile 1901    | Luigi Tripepi                                                                     | Italia                | 67        |
| 15 aprile 1901    | Felice Cavagnis                                                                   | Italia                | 67        |
| 27 luglio 1901    | Morte del cardinale Antonio María Cascajares y Azara                              | Spagna                | 66        |
| 18 gennaio 1902   | Morte del cardinale Donato Maria Dell'Olio                                        | Italia                | 65        |
| 6 febbraio 1902   | Morte del cardinale Agostino Ciasca                                               | Italia                | 64        |
| 23 marzo 1902     | Morte del cardinale Jakob Missia                                                  | Austria-Ungheria      | 63        |
| 20 aprile 1902    | Morte del cardinale Agostino Gaetano Riboldi                                      | Italia                | 62        |
| 11 luglio 1902    | Morte del cardinale Lőrinc Schlauch                                               | Austria-Ungheria      | 61        |
| 22 luglio 1902    | Morte del cardinale Mieczysław Halka Ledóchowski                                  | Russia                | 60        |
| 22 novembre 1902  | Morte del cardinale Gaetano Aloisi Masella                                        | Italia                | 59        |
| 15 gennaio 1903   | Morte del cardinale Lucido Maria Parocchi                                         | Italia                | 58        |
| 19 giugno 1903    | Morte del cardinale Herbert Vaughan                                               | Regno Unito           | 57        |
| 22 giugno 1903    | Concistoro per la creazione di 7 cardinali:                                       | Città del Vaticano    | 64        |
| 22 giugno 1903    | Carlo Nocella                                                                     | Italia                | 64        |
| 22 giugno 1903    | Beniamino Cavicchioni                                                             | Italia                | 64        |
| 22 giugno 1903    | Andrea Aiuti                                                                      | Italia                | 64        |
| 22 giugno 1903    | Emidio Taliani                                                                    | Italia                | 64        |
| 22 giugno 1903    | Sebastián Herrero Espinosa de los Monteros                                        | Spagna                | 64        |
| 22 giugno 1903    | Johannes Baptist Katschthaler                                                     | Austria-Ungheria      | 64        |
| 22 giugno 1903    | Anton Hubert Fischer                                                              | Germania              | 64        |
| 20 luglio 1903    | Morte di papa Leone XIII                                                          | Città del Vaticano    | 64        |
| 31 luglio 1903    | Apertura del conclave                                                             | Città del Vaticano    | 64        |
| 4 agosto 1903     | Elezione papale del cardinale Giuseppe Sarto con il nome di Pio X                 | Città del Vaticano    | 63        |